# Hydnocarpus wightianus

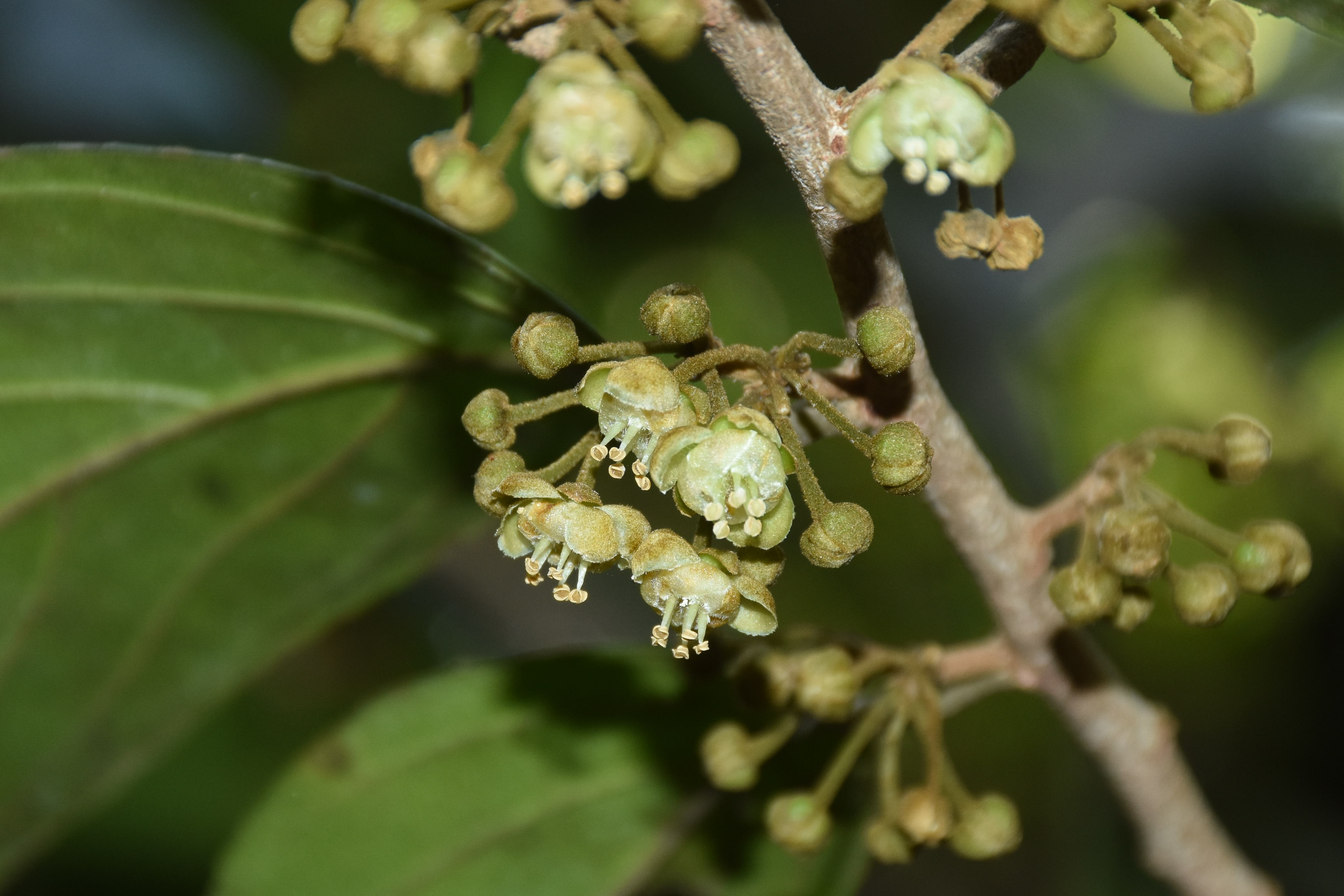
Männliche Blütenstände

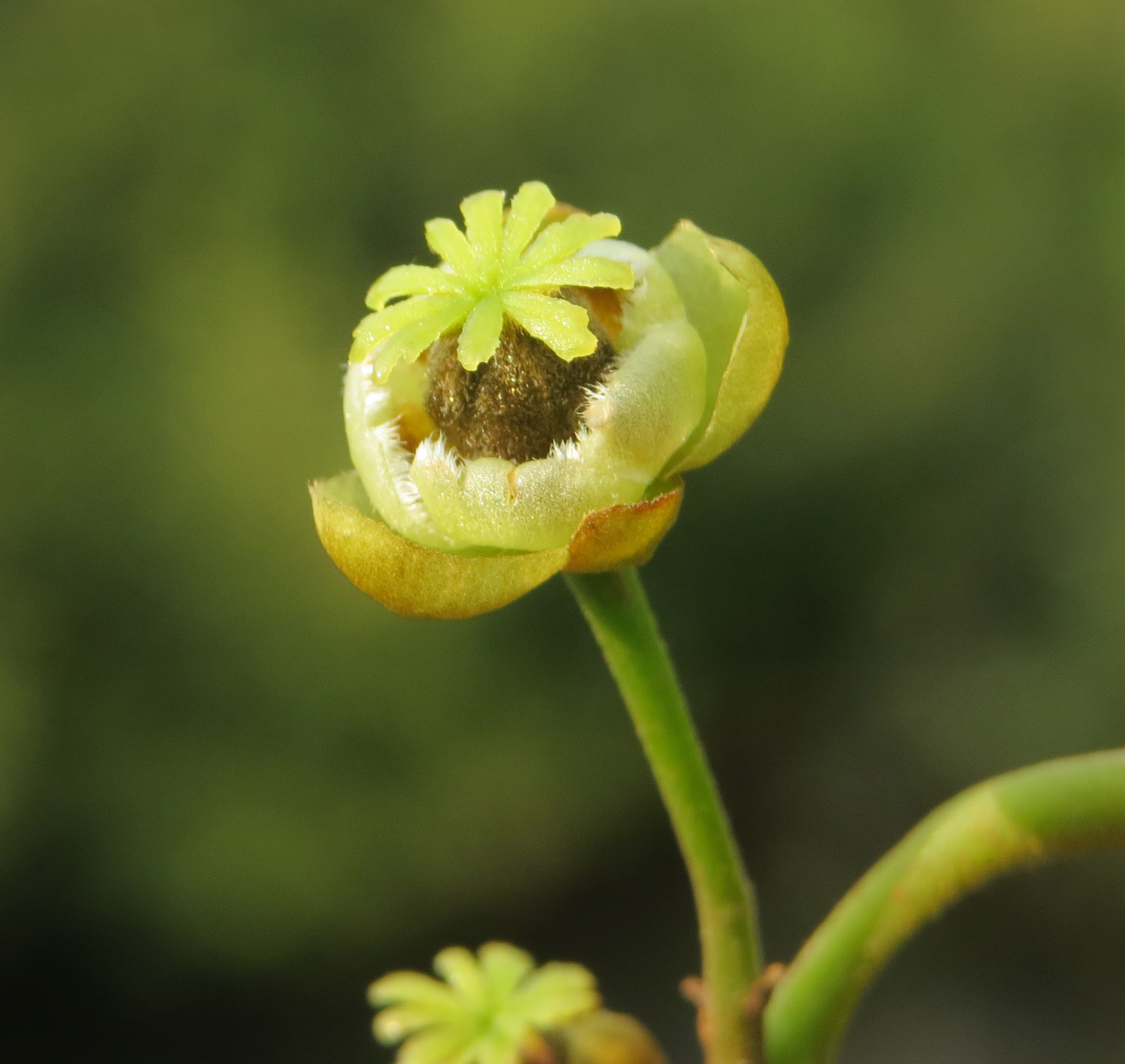
Weibliche Blüte

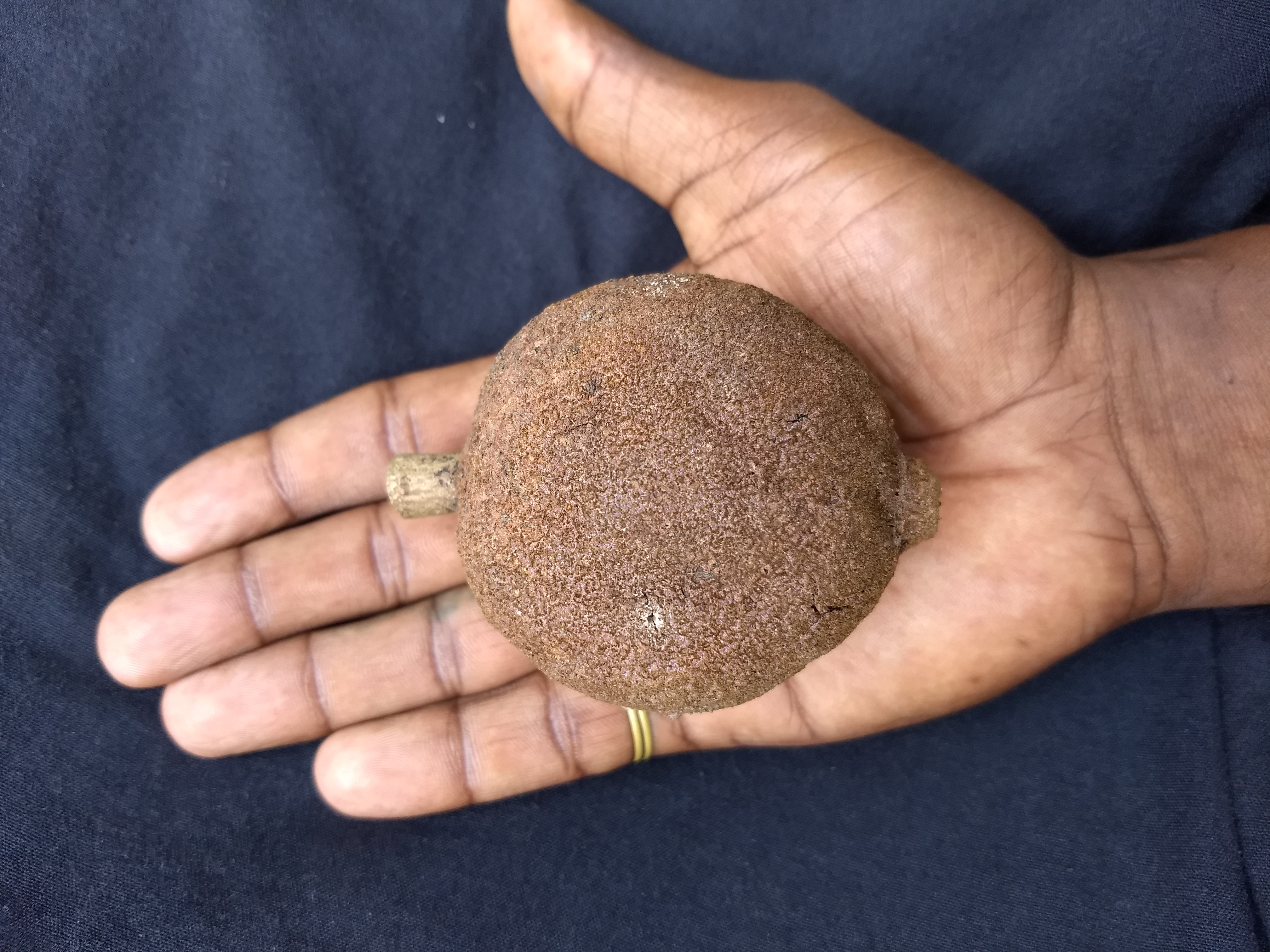
Frucht

Hydnocarpus wightianus (Syn.: Hydnocarpus pentandrus (Buch.-Ham.) Oken) ist ein Baum in der Familie der Achariaceae aus Indien. Die Art wird auch öfters unter der falschen Schreibweise Hydnocarpus wightiana geführt.

## Beschreibung
Hydnocarpus wightianus wächst als halbimmergrüner Baum bis über 10 Meter hoch.
Die wechselständigen, einfachen Laubblätter sind kurz gestielt. Sie sind fast kahl, eiförmig bis verkehrt-eiförmig oder elliptisch, ganzrandig bis leicht gesägt und bespitzt bis spitz oder zugespitzt. Die unterseits helleren Blätter sind bis zu 25 Zentimeter lang. Es sind kleine, abfallende Nebenblätter vorhanden.
Hydnocarpus wightianus ist zweihäusig diözisch. Die männlichen Blüten erscheinen in kurzen, achselständigen und wenigblütigen, behaarten Trauben, die weiblichen meist einzeln oder zu zweit. Die funktionell eingeschlechtlichen, kleinen, gestielten und fünfzähligen Blüten mit doppelter Blütenhülle besitzen innen kleine, dicht behaarte Schuppen. Die außen leicht bräunlich behaarten Kelchblätter sind ungleich und bootförmig. Die etwas kleineren Petalen sind innen bewimpert. Die weiblichen, gelb-grünlichen Blüten besitzen einen oberständigen, behaarten und einkammerigen Fruchtknoten mit (fast)sitzender, gelappter Narbenscheibe und Staminodien. Die männlichen, grünlich-bräunlichen Blüten kurze Staubblätter mit im unteren Teil behaarten Staubfäden und es kann ein reduzierter Pistillode vorkommen.
Es werden holzige, bis etwa 5–10 Zentimeter große, raue, schorfige und braune, vielsamige Beeren (Panzerbeere) mit dicker Schale gebildet. An der Spitze können Narbenresten vorhanden sein. Die bis zu etwa 16 ungleichförmigen Samen sind bräunlich und liegen in einer festen, weißlichen Pulpe.

## Taxonomie
Die Erstbeschreibung erfolgte 1849 durch Carl Ludwig Blume als Hydnocarpus wightiana in Rumphia, Band 4, S. 22. Die Taxonomie ist aber nicht ganz klar. Nun wurde aber im Internationalen Code der Botanischen Nomenklatur beschlossen, dass alle Gattungsnamen, die mit „-carpus“ enden, als männlich behandelt werden müssen. Also lautet der gültige Artnamen Hydnocarpus wightianus.

## Verwendung
Das Samenöl (Hydnocarpus- oder Chaulmoograöl, Moratti-, Maratti- oder Marottyöl) wird medizinisch verwendet. Es enthält viel Chaulmoograsäure, eine seltene zyklische Fettsäure.